# مفتاح المدينة (فلم 1950)
مفتاح المدينة (بالإنجليزية: Key to the City) فيلم كوميدي رومانسي أمريكي من إخراج جورج سيدني، إنتج عام 1950، من بطولة كلارك غيبل، لوريتا يونغ.

## روابط خارجية
- مقالات تستعمل روابط فنية بلا صلة مع ويكي بيانات